# Antonio Santacroce (Maler)
Antonio Santacroce (* 1. Januar 1946 in Rosolini bei Syrakus) ist ein sizilianischer Maler, Bildhauer und Grafiker.

## Leben

### Kindheit
Antonio Santacroce wuchs als fünftes Kind der Familie in einer sizilianischen Kleinstadt auf und lernte dort früh die griechischen Mythen und sizilianischen Märchen kennen. Sein Vater Giovanni engagierte sich für die Rechte der Bauern. Er schrieb satirische Texte und zeichnete Plakate dazu. In seiner Freizeit suchte er oft die offene Werkstatt des namhaften sizilianischen Carrettomalers Don Giorgi (Don Georg) auf und fertigte Skizzen der französischen Paladine (Paladini di Francia) an, die zu den beliebten Gestalten des Puppentheaters wie zu den Hauptmotiven der Dekoration des Carreto gehören. Im Alter von sechs Jahren durfte der junge Santacroce bei der Verteilung der Latifundien von Noto dabei sein. Als er sich vom anschließenden Fest entfernte, entdeckte er im Spalt eines alten Johannisbrotbaumes einen Schatz: arabische und griechische Keramikscherben, Tonfiguren, Glasstücke. Den Ort fand er nie wieder. Dies Erlebnis wurde prägend für ihn und sein künstlerisches Schaffen.

### Künstlerische Entwicklung
1959 ging Antonio Santacroce nach Catania um am Istituto Statale d’Arte (staatliche Kunstschule) zu studieren und machte dort eine dreijährige Ausbildung. Außerdem besuchte er abends eine Schule für Kunsthandwerk, an der er Glas- und Mosaiktechniken erlernte. Der Schüler fand ein Buch über Leonardo da Vinci, das ihn faszinierte und das er immer wieder studierte. Er nahm 1962 an einer Gruppenausstellung einer von der Gioventu Studentesca organisierten Gruppenausstellung teil und gewann mit dem Bild Il riposo del contadino (Rast eines Bauern) den ersten Preis für Malerei.
In den Jahren von 1963 bis 1966 machte er Bekanntschaft mit dem Theater. Zuerst entwarf er einige Plakate, dann wurde er als Bühnenbildner am Teatro Massimo Bellini angestellt. Es folgten der Besuch einer Schauspielschule und die Auseinandersetzung mit Shakespeare. Er erhielt die Goldmedaille des Staatspräsidenten für Malerei.
1968 ging Antonio Santacroce nach Rom. Schon nach wenigen Monaten wurde er zum Militärdienst in Umbrien einberufen. Dort studierte er intensiv die Fresken von Tiepolo.
1969 zog er wieder nach Rom und verdiente seinen Lebensunterhalt mit kleinen Filmrollen und Auftragsarbeiten als Maler. Er lernte den Schweizer Graveur Johannes Gachnang kennen, der ihn mit der Technik des Kupferstichs vertraut machte. Anschließend arbeitete er im Ferrowohlen-Eisenwerk in Wohlen und lernte die harte Arbeit der Hüttenarbeiter kennen, die ihn an das Purgatorium der divina commedia (göttliche Komödie) erinnerte. In seiner freien Zeit besuchte er die Museen von Zürich, Basel und Bern. 1972 ging er wieder nach Catania und unterrichtete am staatlichen künstlerischen Gymnasium von Catania. Dort beschäftigte er sich intensiv mit der Technik von Paul Klee, Kandinsky und Johannes Itten. Von 1973 bis 1980 entwickelte er die Kupferstichtechnik, die er in Rom erlernt hatte, weiter und betrieb eine eigene Werkstatt. 1980 ging er bei einem Lithografen in Rom in die Lehre und betrieb darauf in Catania eine lithografische Werkstatt, in der er einige Serien über seine Steinpresse er anfertigte. 1981 lernte er in Hamburg die Lithografien von Käthe Kollwitz kennen. Kurz darauf widmete er sich wieder der Kupferstichtechnik. Von 1982 bis 1985 produzierte er über 7000 Gravuren.
In den Jahren 1985 bis 1989 wandte sich Antonio Santacroce der Malerei zu und begann 1988 die Reihe Catania sotterranea (das unterirdische Catania), überwiegend in Tempera Technik. 1989 ging er nach Zürich und unterrichtete dort am Kunstlyzeum der Kantonsschule. Von 1988 bis 2004 schuf der Künstler das Diptychon Dare e Avere (Soll und Haben).
In der Zeit 1990 bis 1994 gelangte er über die Auseinandersetzung mit den landestypischen Materialien Ton, Gips, Wachs zur Bildhauerei. Es entstand die Bronzeplastik Sibilla. 1995 entstand die Reihe Il sogno archeologico (der archäologische Traum), in der er seinen ursprünglichen Traum realisierte. Außer Ölbildern schuf Santacroce Plastiken und Figurinen aus Bronze oder Terrakotta und landestypische Keramik. 2001 entstand die Plastik Madre e figlio (Mutter und Kind) auf der Piazza del Castello von Aci Castello.
Derzeit unterrichtet Antonio Santacroce an der Accademia Nike in Catania.

## Werk
Das Gesamtwerk von Antonio Santacroce umfasst Zeichnungen Bilder, Plastiken und Keramik. Der Künstler lässt sich keinem zeitgenössischen Stil zuordnen.

### Zeichnungen, Drucke und Gravuren
Bis 1985 überwiegen in Santacroces Werk Zeichnungen mit Aquatinta, Kupferstiche, Lithografien und Gravuren, darunter u. a. eine Serie über seine Steinpresse und 7000 Gravuren. Die Themen sind meist aus dem Leben gegriffen (Die vier Jahreszeiten, Das Essen ist fertig u. a.) oder folkloristisch (Marionetten und Marionettenspieler, Variationen über das Castel Ursino u. a.)

### Bilder
Die Bilder handeln oft von Mythen, Fabeln, Träumen, Unterirdischem. Dingen, die real nicht sichtbar sind.Serien sind:

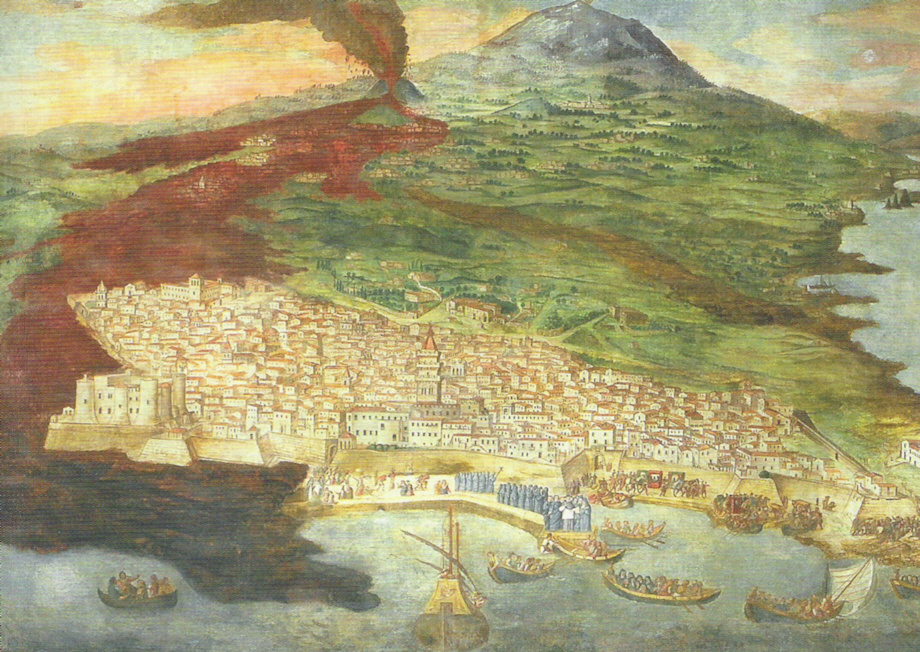
Ausbruch des Ätna 1669, Fresko von Giacinto Platania vor der Sakristei des Doms von Catania

- La Catania sotterranea (Das unterirdische Catania)

1988 fertigte Santacroce eine imaginative Reise in das unterirdische Catania an, diese Stadt am Fuße des Vulkans Ätna, welche mehrmals von Lava verschüttet und von Erdbeben heimgesucht wurde, und brachte so Bilder aus dem Dunkeln ans Licht, die sonst niemand gesehen hätte, hätte er sie nicht gemalt. Die Bilder in Tempera sind meist in Erdfarben angefertigt und zeigen grob umrissene freskenartige Gestalten. Der Hintergrund erinnert dabei oft an Gewölbe.
- Dare e Avere (Soll und Haben)

Ab 1988 realisierte Santacroce auf den Seiten eines alten Heftes aus der Buchhaltung seine immer wiederkehrende Vision der Antike. Weiße oder pastellfarbene Figuren, manchmal etwas grotesk anmutende Menschen oder tierähnliche Wesen zeigen Szenen meist aus der Mythologie. Die bevorzugte Technik ist hier wieder Tempera.
- Il sogno archeologico (Der archäologische Traum)

Diese Serie entstand 1995 und in den folgenden Jahren. In ihr verwirklichte der Künstler am stärksten seinen ursprünglichen archäologischen Traum. Die Bilder sind oft in dick aufgetragener Ölfarbe, in die Spuren eingeritzt sind, und die an alte Tonscherben erinnern. Außerdem gibt es Bilder in Mischtechnik oder verschiedenen Techniken übereinander, die etwas an archäologische Schichten erinnern. Die Motive beziehen sich meist auf folkloristische Themen
- Weitere Serien sind Le favole (Fabeln),Il dialogo degli dei (der Dialog der Götter), Pinacoteca (Pinakothek).

### Plastiken und Keramik
1993 entstand die Kleinplastik Satiro mutilo (stummer Satyr) 1994 folgte die Bronzeplastik Sibilla (Sibille). 1995 entstanden im Rahmen der Serie Il sogno archeologico (Der archäologische Traum) diverse Kleinplastiken, Bronzeplastiken und Tonfigurinen oft verstümmelter oder fragmentarischer Gestalten. 2003 entstand die BronzeplastikMadre e figlio (Mutter und Kind), auf der Piazza Castello von Aci Castello, Maschera del navigante (Maske des Seefahrers), außerdem landestypische Tongefäße und Wasserträger.

## Einzelausstellungen (Auswahl)
- 1991 Internationale Vereinigung für Moderne Kunst, Mailand

- 2007 Società Dante Alighieri, Rom, Palazzo Firenze: Le stanze del sogno[3]

- 2008 Kulturinstitut der italienischen Botschaft, Berlin